# 435 Ella
435 Ella è un asteroide della fascia principale del sistema solare del diametro medio di circa 41,49 km. Scoperto nel 1898, presenta un'orbita caratterizzata da un semiasse maggiore pari a 2,4495141 UA e da un'eccentricità di 0,1548931, inclinata di 1,81696° rispetto all'eclittica.
L'origine del nome dell'asteroide è sconosciuta.